# Plagiogyria wakabae
Plagiogyria wakabae är en ormbunkeart som beskrevs av Kurata och Nakaike. Plagiogyria wakabae ingår i släktet Plagiogyria och familjen Plagiogyriaceae. Inga underarter finns listade.